# Ульсон, Бертиль
Бертиль Густаф Эмануэль Ульсон (швед. Bertil Gustaf Emanuel Ohlson; 22 января 1899, Кристианстад — 6 сентября 1970, Линчёпинг, Эстергётланд) — шведский легкоатлет, специалист по многоборьям. Выступал за сборную Швеции по лёгкой атлетике в начале 1920-х годов, победитель и призёр первенств национального значения, бронзовый призёр летних Олимпийских игр в Антверпене.

## Биография
Бертиль Ульсон родился 22 января 1899 года в Кристианстаде.
Занимался лёгкой атлетикой в городе Уппсала, состоял в местном одноимённом спортивном клубе Upsala SIF.
Первого серьёзного успеха как спортсмен добился в сезоне 1920 года, когда на чемпионате Швеции выиграл серебряную медаль в программе десятиборья, уступив Эверту Нильссону. По итогам чемпионата вошёл в состав шведской национальной сборной и удостоился права защищать честь страны на летних Олимпийских играх в Антверпене. В пятиборье стал седьмым, показав лучший результат среди своих соотечественников, тогда как в десятиборье набрал в сумме всех дисциплин 6580 очков и завоевал бронзовую олимпийскую медаль — здесь его опередили только норвежец Хельге Лёвланд и американец Брутус Хамильтон.
После антверпенской Олимпиады Ульсон ещё в течение некоторого времени оставался действующим спортсменом и продолжал принимать участие в различных соревнованиях по лёгкой атлетике. Так, в 1921 году он добавил в послужной список ещё одну серебряную медаль национального первенства, уступив на сей раз Акселю-Эрику Йюлленстольпе, а позже в 1922 году наконец стал чемпионом Швеции в десятиборье.
Умер 6 сентября 1970 года в Линчёпинге в возрасте 71 года.